# Vaccinium aristatum
Vaccinium aristatum är en ljungväxtart som beskrevs av Luteyn och Pedraza. Vaccinium aristatum ingår i Blåbärssläktet, och familjen ljungväxter. Inga underarter finns listade i Catalogue of Life.